# Perenniporia piperis
Perenniporia piperis är en svampart som först beskrevs av Rick, och fick sitt nu gällande namn av Rajchenb. 1987. Perenniporia piperis ingår i släktet Perenniporia och familjen Polyporaceae.   Inga underarter finns listade i Catalogue of Life.